# 英國女子奧林匹克足球隊
英國女子奧林匹克足球隊（英語：Great Britain women's Olympic football team，另稱Team GB或Great Britain and Northern Ireland）是英国在奧運會女子足球項目的代表參賽隊伍。通常沒有代表英國女子足球隊，分別以英格蘭、蘇格蘭、威爾斯及北愛爾蘭的名義參加。在2012年夏季奥林匹克运动会在伦敦舉行，創建了一個奧運足球隊，以取得主辦國的自動參賽資格。在英國奧林匹克委員會（BOA）和英格蘭足球總會（FA）的協議中，該隊由英格蘭隊運營，FA管理英國隊，其中可能包括來自英格蘭以外地區的球員。
國際足聯表示，除非所有四個成員國都同意，否則他們將不允許英國隊參加未來的奧運會。在2016年夏季奧運會之前尚未達成任何協議，但已為2020年奧運會達成協議。英國已獲得參加該賽事的資格，因為英格蘭在2019年世界杯足球賽中獲得歐洲球隊前三名之一。

## 奧運會紀錄
| 奧運會紀錄  | 奧運會紀錄   | 奧運會紀錄   | 奧運會紀錄   | 奧運會紀錄   | 奧運會紀錄   | 奧運會紀錄   | 奧運會紀錄   | 奧運會紀錄   |
| 年份        | 回合         | 排名         | 場次         | 勝           | 和           | 敗           | 入球         | 失球         |
| ----------- | ------------ | ------------ | ------------ | ------------ | ------------ | ------------ | ------------ | ------------ |
| 1896 – 1992 | 不設女子賽事 | 不設女子賽事 | 不設女子賽事 | 不設女子賽事 | 不設女子賽事 | 不設女子賽事 | 不設女子賽事 | 不設女子賽事 |
| 1996 – 2008 | 沒有參加     | 沒有參加     | 沒有參加     | 沒有參加     | 沒有參加     | 沒有參加     | 沒有參加     | 沒有參加     |
| 2012        | 八強賽       | 第五名       | 4            | 3            | 0            | 1            | 5            | 2            |
| 2016        | 沒有參加     | 沒有參加     | 沒有參加     | 沒有參加     | 沒有參加     | 沒有參加     | 沒有參加     | 沒有參加     |
| 2020        | 八強賽       | 第七名       | 4            | 2            | 1            | 1            | 7            | 5            |
| 2024        | 未获得资格   | 未获得资格   | 未获得资格   | 未获得资格   | 未获得资格   | 未获得资格   | 未获得资格   | 未获得资格   |
| 2028        | 待定         | 待定         | 待定         | 待定         | 待定         | 待定         | 待定         | 待定         |
| 總計        | 2/7          | 第五名       | 8            | 5            | 1            | 2            | 12           | 7            |